# Saccardo da Soncino
Giacomo Saccardo da Soncino (... – 1520) è stato un condottiero e capitano di ventura italiano.

## Biografia
Visse a Padova e nel Veronese nel 1500.
Come impresa militare principale nel 1509 permise di conquistare Padova, nelle mani degli imperiali, con uno stratagemma: infatti, rovesciato un carro di fieno nel Portello (porta di Padova), impedì alle guardie di fermare gli assalitori e quindi fece entrare l'esercito della Serenissima, il 17 luglio: la sua impresa è testimoniata nelle Cronache di Feltre.
Inoltre, negli anni successivi, prese più volte parte alle battaglie per difendere Padova.